# Brokind
Brokind – miejscowość (tätort) w Szwecji, w regionie administracyjnym (län) Östergötland, w gminie Linköping.
Według danych Szwedzkiego Urzędu Statystycznego liczba ludności wyniosła: 499 (31 grudnia 2015), 512 (31 grudnia 2018) i 524 (31 grudnia 2019).